# Jodocus Badius
Jodocus Badius eller Josse Bade, född 1462 och död 1535, var en parisisk boktryckare.
Badius kallades ibland Ascensius efter sin födelseort Asche nära Bryssel. Han är främst känd för sina talrika upplagor av grekiska och latinska författare.